# Billie Jean King Cup 2025
La Copa Billie Jean King 2025, coneguda oficialment com a Billie Jean King Cup 2025, correspon a la 62a edició de la Billie Jean King Cup, la competició nacional de tennis més important en categoria femenina.

## Billie Jean King Cup Finals
Data: 16−21 de setembre de 2025

Seu: Shenzhen Bay Sports Center, Shenzhen, Xina

Superfície: dura interior
8 equips nacionals participen en l'esdeveniment classificats de la següent forma:
- 1 defensor del títol (Itàlia)
- 1 país organitzador (Xina)
- 6 guanyadors de la fase de classificació

| Espanya    | Estats Units | Itàlia (C) | Japó                |
| Kazakhstan | Regne Unit   | Ucraïna    | R.P. de la Xina (A) |

### Quadre
|  | Quarts de final | Quarts de final | Quarts de final |  |  | Semifinals | Semifinals | Semifinals |  |  | Final | Final | Final |
|  |                 |                 |                 |  |  |            |            |            |  |  |       |       |       |
|  |                 |                 |                 |  |  |            |            |            |  |  |       |       |       |
|  | 1               | Itàlia          |                 |  |  |            |            |            |  |  |       |       |       |
|  | 1               | Itàlia          |                 |  |  |            |            |            |  |  |       |       |       |
|  |                 | R.P. de la Xina |                 |  |  |            |            |            |  |  |       |       |       |
|  |                 |                 |                 |  |  |            |            |            |  |  |       |       |       |
|  |                 |                 |                 |  |  |            |            |            |  |  |       |       |       |
|  |                 |                 |                 |  |  |            |            |            |  |  |       |       |       |
|  | 4               | Espanya         |                 |  |  |            |            |            |  |  |       |       |       |
|  | 4               | Espanya         |                 |  |  |            |            |            |  |  |       |       |       |
|  |                 | Ucraïna         |                 |  |  |            |            |            |  |  |       |       |       |
|  |                 |                 |                 |  |  |            |            |            |  |  |       |       |       |
|  |                 |                 |                 |  |  |            |            |            |  |  |       |       |       |
|  |                 |                 |                 |  |  |            |            |            |  |  |       |       |       |
|  |                 | Kazakhstan      |                 |  |  |            |            |            |  |  |       |       |       |
|  |                 |                 |                 |  |  |            |            |            |  |  |       |       |       |
|  | 3               | Estats Units    |                 |  |  |            |            |            |  |  |       |       |       |
|  | 3               | Estats Units    |                 |  |  |            |            |            |  |  |       |       |       |
|  |                 |                 |                 |  |  |            |            |            |  |  |       |       |       |
|  |                 |                 |                 |  |  |            |            |            |  |  |       |       |       |
|  |                 | Japó            |                 |  |  |            |            |            |  |  |       |       |       |
|  |                 |                 |                 |  |  |            |            |            |  |  |       |       |       |
|  | 2               | Regne Unit      |                 |  |  |            |            |            |  |  |       |       |       |

## Fase classificació
Dates: 11−13 d'abril de 2024

Seus:
- Pat Rafter Arena, Brisbane, Austràlia
- Peugeot Arena, Bratislava, Eslovàquia
- Ariake Colosseum, Tòquio, Japó
- Sportcampus Zuiderpark, La Haia, Països Baixos
- Radom Sport Centre, Radom, Polònia
- RT Torax Arena, Ostrava, Txèquia

18 equips nacionals van participar en aquesta ronda dividits en sis grups de tres equips:
- 11 equips participants en les Billie Jean King Cup Finals 2024 excepte el guanyador
- 7 equips guanyadors dels Play-offs de l'edició anterior

Els sis equips vencedors d'aquesta fase es van classificar per les Billie Jean King Cup Finals 2025, mentre que els dotze equips perdedors van accedir als Play-offs d'aquesta edició de la competició.
| Grup | Primer       | Primer | Primer | Primer | Segon         | Segon | Segon | Segon | Tercer    | Tercer | Tercer | Tercer |
| Grup | País         | E      | P      | S      | País          | E     | P     | S     | País      | E      | P      | S      |
| ---- | ------------ | ------ | ------ | ------ | ------------- | ----- | ----- | ----- | --------- | ------ | ------ | ------ |
| A    | Japó         | 2−0    | 5−1    | 11−4   | Canadà        | 1−1   | 4−2   | 9−5   | Romania   | 0−2    | 0−6    | 1−12   |
| B    | Espanya      | 2−0    | 5−1    | 10−3   | Txèquia       | 1−1   | 3−3   | 6−6   | Brasil    | 0−2    | 1−5    | 3−10   |
| C    | Estats Units | 2−0    | 5−1    | 10−2   | Eslovàquia    | 1−1   | 4−2   | 8−6   | Dinamarca | 0−2    | 0−6    | 2−12   |
| D    | Kazakhstan   | 2−0    | 5−1    | 10−3   | Austràlia     | 1−1   | 4−2   | 10−2  | Colòmbia  | 0−2    | 0−6    | 1−12   |
| E    | Ucraïna      | 2−0    | 5−1    | 10−3   | Polònia       | 1−1   | 3−3   | 6−8   | Suïssa    | 0−2    | 1−5    | 5−10   |
| F    | Regne Unit   | 2−0    | 4−2    | 8−6    | Països Baixos | 1−1   | 4−2   | 9−5   | Alemanya  | 0−2    | 1−5    | 4−10   |

## Play-offs
Dates: novembre de 2025
21 equips nacionals van participar en aquesta ronda per classificar-se per la fase final de la següent edició del torneig, en format de set grups de tres equips Round Robin. Els set guanyadors es classificaven per la fase de classificació mentre que la resta de participants var retornar als Grups I continentals per la següent edició. Els participants foren els següents:
- 12 equips perdedors de la fase classificatòria
- 9 equips classificats dels Grups I continentals

## Sector Àfrica/Europa

### Grup I
Els partits del Grup I del sector africano-europeu es van disputar entre el 8 i el 12 d'abril de 2025 sobre pista dura en el SEB Arena de Vílnius (Lituània). Els tretze equips es van dividir en tres grups de tres equips i un de quatre, on els primers de cada grup van accedir al play-off de la fase classificatòria. Els darrers classificat de cada grup van disputar una eliminatòria per decidir els dos equips que van descendir al Grup II del sector Àfrica/Europa.
Grup A
|         | França | Suècia | Turquia | V − D | Partits | Pos. |
| França  |        | 3−0    | 1−2     | 1 − 1 | 4 − 2   | 2    |
| Suècia  | 0−3    |        | 1−2     | 0 − 2 | 1 − 5   | 3    |
| Turquia | 2−1    | 2−1    |         | 2 − 0 | 4 − 2   | 1    |

Grup B
|           | Lituània | Sèrbia | Eslovènia | V − D | Partits | Pos. |
| Lituània  |          | 1−2    | 1−2       | 0 − 2 | 2 − 4   | 3    |
| Sèrbia    | 2−1      |        | 1−2       | 1 − 1 | 3 − 3   | 2    |
| Eslovènia | 2−1      | 2−1    |           | 2 − 0 | 4 − 2   | 1    |

Grup C
|         | Bèlgica | Grècia | Hongria | V − D | Partits | Pos. |
| Bèlgica |         | 3−0    | 2−1     | 2 − 0 | 5 − 1   | 1    |
| Grècia  | 0−3     |        | 0−3     | 0 − 2 | 0 − 6   | 3    |
| Hongria | 1−2     | 3−0    |         | 1 − 1 | 4 − 2   | 2    |

Grup D
|          | Àustria | Portugal | Croàcia | Letònia | V − D | Partits | Pos. |
| Àustria  |         | 1−2      | 1−2     | 0−3     | 0 − 3 | 2 − 7   | 4    |
| Portugal | 2−1     |          | 0−3     | 3−0     | 2 − 1 | 5 − 4   | 2    |
| Croàcia  | 2−1     | 3−0      |         | 1−2     | 2 − 1 | 6 − 3   | 1    |
| Letònia  | 3−0     | 0−3      | 2−1     |         | 2 − 1 | 5 − 4   | 3    |

Play-offs
| Ronda   | Equip A   | Resultat | Equip B  |
| ------- | --------- | -------- | -------- |
| Ascens  | Turquia   | 2 − 0    | Hongria  |
| Ascens  | Eslovènia | 0 − 2    | Portugal |
| Ascens  | Bèlgica   | 2 − 0    | França   |
| Ascens  | Croàcia   | 2 − 1    | Sèrbia   |
| Descens | Suècia    | 2 − 1    | Grècia   |
| Descens | Lituània  | 2 − 0    | Àustria  |

### Grup II
Els partits del Grup II del sector africano-europeu es van disputar entre el 7 i el 12 d'abril de 2025 sobre pista dura al Herodotou Tennis Academy de Làrnaca (Xipre). Els onze equips es van dividir en dos grups de quatre i un de tres equips. Els primers de cada grup es van enfrontar en una eliminatòria per decidir els dos equips que van accedir al grup I del sector Àfrica/Europa, i els darrers classificat de cada grup es van enfrontar per decidir els equips que van descendir al Grup III del sector Àfrica/Europa.

#### Fase grups
Grup A
|          | Israel | Bulgària | Egipte | V − D | Partits | Pos. |
| Israel   |        | 0−3      | 0−3    | 0 − 2 | 0 − 6   | 3    |
| Bulgària | 3−0    |          | 2−1    | 1 − 0 | 5 − 1   | 1    |
| Egipte   | 3−0    | 1−2      |        | 1 − 1 | 4 − 2   | 2    |

Grup B
|                      | Bòsnia i Hercegovina | Xipre | Estònia | Geòrgia | V − D | Partits | Pos. |
| Bòsnia i Hercegovina |                      | 1−2   | 2−1     | 1−2     | 1 − 2 | 4 − 5   | 3    |
| Xipre                | 2−1                  |       | 1−2     | 1−2     | 1 − 2 | 4 − 5   | 2    |
| Estònia              | 1−2                  | 2−1   |         | 0−3     | 1 − 2 | 3 − 6   | 4    |
| Geòrgia              | 2−1                  | 2−1   | 3−0     |         | 3 − 0 | 7 − 2   | 1    |

Grup C
|                    | Kosovo | Macedònia del Nord | Noruega | Sud-àfrica | V − D | Partits | Pos. |
| Kosovo             |        | 0−3                | 0−3     | 0−3        | 0 − 3 | 0 − 9   | 4    |
| Macedònia del Nord | 3−0    |                    | 1−2     | 2−1        | 2 − 1 | 6 − 3   | 2    |
| Noruega            | 3−0    | 2−1                |         | 3−0        | 3 − 0 | 8 − 1   | 1    |
| Sud-àfrica         | 3−0    | 1−2                | 0−3     |            | 1 − 2 | 4 − 5   | 3    |

#### Fase play-offs
Play-off 1r a 3r
|          | Bulgària | Geòrgia | Noruega | V − D | Partits | Pos. |
| Bulgària |          | 0−2     | 1−2     | 0 − 2 | 1 − 4   | 3    |
| Geòrgia  | 2−0      |         | 2−1     | 2 − 0 | 4 − 1   | 1    |
| Noruega  | 2−1      | 1−2     |         | 1 − 1 | 3 − 3   | 2    |

Play-off 4t a 6è
|                    | Egipte | Xipre | Macedònia del Nord | V − D | Partits | Pos. |
| Egipte             |        | 1−2   | 3−0                | 1 − 1 | 4 − 2   | 2    |
| Xipre              | 2−1    |       | 2−0                | 2 − 0 | 4 − 1   | 1    |
| Macedònia del Nord | 0−3    | 0−2   |                    | 0 − 2 | 0 − 5   | 3    |

Play-off 7è a 9è
|                      | Israel | Bòsnia i Hercegovina | Sud-àfrica | V − D | Partits | Pos. |
| Israel               |        | 1−2                  | 2−1        | 1 − 1 | 3 − 3   | 2    |
| Bòsnia i Hercegovina | 2−1    |                      | 2−0        | 2 − 0 | 4 − 1   | 1    |
| Sud-àfrica           | 1−2    | 0−2                  |            | 0 − 2 | 1 − 4   | 3    |

Play-off 10è a 11è
| Ronda     | Equip A | Resultat | Equip B |
| --------- | ------- | -------- | ------- |
| Desè/Onzè | Estònia | 2 − 0    | Kosovo  |

### Grup III (Europa)
Els partits del Grup III del sector europeu es van disputar al Chisinau Arena Tennis Club de Chisinau (Moldàvia) sobre pista dura entre el 16 i el 21 de juny de 2025. Els dotze equips es van dividir en tres grups de quatre equips, on els primers classificats de cada grup es van enfrontar en un altre grup per decidir l'equip que va ascendir al Grup II africano-europeu.

#### Fase grups
Grup A
|            | Finlàndia | Islàndia | Luxemburg | Montenegro | V − D | Partits | Pos. |
| Finlàndia  |           | 3−0      | 2−0       | 3−0        | 3 − 0 | 8 − 0   | 1    |
| Islàndia   | 0−3       |          | 0−3       | 1−2        | 0 − 3 | 1 − 8   | 4    |
| Luxemburg  | 0−2       | 3−0      |           | 3−0        | 2 − 1 | 6 − 2   | 2    |
| Montenegro | 0−3       | 2−1      | 0−3       |            | 1 − 2 | 2 − 7   | 3    |

Grup B
|             | Albània | Azerbaidjan | Irlanda | Moldàvia | V − D | Partits | Pos. |
| Albània     |         | 0−2         | 0−3     | 0−3      | 0 − 3 | 0 − 8   | 4    |
| Azerbaidjan | 2−0     |             | 0−3     | 0−3      | 1 − 2 | 2 − 6   | 3    |
| Irlanda     | 3−0     | 3−0         |         | 1−2      | 2 − 1 | 7 − 2   | 2    |
| Moldàvia    | 3−0     | 3−0         | 2−1     |          | 3 − 0 | 8 − 1   | 1    |

Grup C
|            | Andorra | Armènia | Malta | San Marino | V − D | Partits | Pos. |
| Andorra    |         | 1−2     | 1−2   | 2−1        | 1 − 2 | 4 − 5   | 3    |
| Armènia    | 2−1     |         | 2−0   | 3−0        | 3 − 0 | 7 − 1   | 1    |
| Malta      | 2−1     | 0−2     |       | 2−1        | 2 − 1 | 4 − 4   | 2    |
| San Marino | 1−2     | 0−3     | 1−2   |            | 0 − 3 | 2 − 7   | 4    |

#### Fase play-offs
Play-off ascens
|           | Finlàndia | Moldàvia | Armènia | V − D | Partits | Pos. |
| Finlàndia |           | 2−0      | 3−0     | 2 − 0 | 5 − 0   | 1    |
| Moldàvia  | 0−2       |          | 2−0     | 1 − 1 | 2 − 2   | 2    |
| Armènia   | 0−3       | 0−2      |         | 0 − 2 | 0 − 5   | 3    |

Play-off 4t a 6è
|           | Luxemburg | Irlanda | Malta | V − D | Partits | Pos. |
| Luxemburg |           | 1−2     | 2−1   | 1 − 1 | 3 − 3   | 2    |
| Irlanda   | 2−1       |         | 2−1   | 2 − 0 | 4 − 2   | 1    |
| Malta     | 1−2       | 1−2     |       | 0 − 2 | 2 − 4   | 2    |

Play-off 7è a 9è
|             | Montenegro | Azerbaidjan | Andorra | V − D | Partits | Pos. |
| Montenegro  |            | 2−0         | 2−1     | 2 − 0 | 4 − 1   | 1    |
| Azerbaidjan | 0−2        |             | 1−2     | 0 − 2 | 1 − 4   | 3    |
| Andorra     | 1−2        | 2−1         |         | 1 − 1 | 3 − 3   | 2    |

Play-off 10è a 12è
|            | Islàndia | Albània | San Marino | V − D | Partits | Pos. |
| Islàndia   |          | 2−1     | 1−2        | 1 − 1 | 3 − 3   | 2    |
| Albània    | 1−2      |         | 0−2        | 0 − 2 | 1 − 4   | 3    |
| San Marino | 2−1      | 2−0     |            | 2 − 0 | 4 − 1   | 1    |

### Grup IV (Àfrica)
Els partits del Grup IV del sector africà es van disputar al Kicukiro  Ecology Club Kigali de Kigali (Ruanda) sobre terra batuda entre el 14 i el 20 de juliol de 2025. Els dotze països es van dividir en tres grups de quatre equips, on els primers de cada grup van disputar una eliminatòria per decidir l'equip que va ascendir el Grup III del sector africà.

#### Fase grups
Grup A
|          | Benín | Camerun | Lesotho | Moçambic | V − D | Partits | Pos. |
| Benín    |       | 1−2     | 3−0     | 3−0      | 2 − 1 | 7 − 2   | 2    |
| Camerun  | 2−1   |         | 3−0     | 3−0      | 3 − 0 | 8 − 1   | 1    |
| Lesotho  | 0−3   | 0−3     |         | 2−1      | 1 − 0 | 2 − 7   | 3    |
| Moçambic | 0−3   | 0−3     | 1−2     |          | 0 − 3 | 1 − 8   | 4    |

Grup B
|            | Seychelles | Sudan | Tanzània | Togo | V − D | Partits | Pos. |
| Seychelles |            | 1−2   | 1−2      | 0−3  | 0 − 3 | 2 − 7   | 4    |
| Sudan      | 2−1        |       | 1−2      | 0−3  | 1 − 2 | 3 − 6   | 3    |
| Tanzània   | 2−1        | 2−1   |          | 0−3  | 2 − 1 | 4 − 5   | 2    |
| Togo       | 3−0        | 3−0   | 3−0      |      | 3 − 0 | 9 − 0   | 1    |

Grup C
|                | Rep. del Congo | Etiòpia | Ruanda | Senegal | V − D | Partits | Pos. |
| Rep. del Congo |                | 0−3     | 0−3    | 0−3     | 0 − 3 | 0 − 9   | 4    |
| Etiòpia        | 3−0            |         | 0−3    | 0−3     | 1 − 2 | 3 − 6   | 3    |
| Ruanda         | 3−0            | 3−0     |        | 2−1     | 3 − 0 | 8 − 1   | 1    |
| Senegal        | 3−0            | 3−0     | 1−2    |         | 2 − 1 | 7 − 2   | 2    |

#### Fase play-offs
Play-off ascens
|         | Camerun | Togo | Ruanda | V − D | Partits | Pos. |
| Camerun |         | 2−1  | 3−0    | 2 − 0 | 6 − 0   | 1    |
| Togo    | 1−2     |      | 3−0    | 1 − 1 | 4 − 2   | 2    |
| Ruanda  | 0−3     | 0−3  |        | 0 − 2 | 0 − 6   | 3    |

Play-off 4t a 6è
|          | Benín | Tanzània | Senegal | V − D | Partits | Pos. |
| Benín    |       | 3−0      | 3−0     | 2 − 0 | 6 − 0   | 1    |
| Tanzània | 0−3   |          | 0−3     | 0 − 2 | 0 − 6   | 3    |
| Senegal  | 0−3   | 3−0      |         | 1 − 1 | 3 − 3   | 2    |

Play-off 7è a 9è
|         | Lesotho | Sudan | Etiòpia | V − D | Partits | Pos. |
| Lesotho |         | 2−1   | 1−2     | 1 − 1 | 3 − 3   | 2    |
| Sudan   | 1−2     |       | 1−2     | 0 − 2 | 2 − 4   | 3    |
| Etiòpia | 2−1     | 2−1   |         | 2 − 0 | 4 − 2   | 1    |

Play-off 10è a 12è
|                | Moçambic | Seychelles | Rep. del Congo | V − D | Partits | Pos. |
| Moçambic       |          | 3−0        | 3−0            | 2 − 0 | 6 − 0   | 1    |
| Seychelles     | 0−3      |            | 3−0            | 1 − 1 | 3 − 3   | 2    |
| Rep. del Congo | 0−3      | 0−3        |                | 0 − 2 | 0 − 6   | 3    |

## Sector Amèrica

### Grup I
Els partits del Grup I del sector americà es van disputar entre el 8 i el 12 d'abril de 2025 sobre pista dura en el Moratoglou Tennis Centre de Guadalajara (Mèxic). Els sis equips es van encabir en un sol grup on els dos primers classificats van accedir al play-off de la fase classificatòria. Els dos últims del grup van descendir al Grup II del sector Amèrica.
|           | Argentina | Mèxic | Xile | Paraguai | Guatemala | Veneçuela | V − D | Partits | Pos. |
| Argentina |           | 0−3   | 3−0  | 3−0      | 3−0       | 2−1       | 4−1   | 11 − 4  | 2    |
| Mèxic     | 3−0       |       | 3−0  | 3−0      | 3−0       | 3−0       | 5−0   | 15 − 0  | 1    |
| Xile      | 0−3       | 0−3   |      | 2−1      | 2−1       | 3−0       | 3−2   | 7 − 8   | 3    |
| Paraguai  | 0−3       | 0−3   | 1−2  |          | 2−1       | 0−3       | 1−4   | 3 − 12  | 5    |
| Guatemala | 0−3       | 0−3   | 1−2  | 1−2      |           | 1−2       | 0−5   | 3 − 12  | 6    |
| Veneçuela | 1−2       | 0−3   | 0−3  | 2−1      | 3−0       |           | 2−3   | 6 − 9   | 4    |

### Grup II
Els partits del Grup II del sector americà es van disputar entre el 18 i el 21 de juny de 2025 sobre terra batuda en el Club Lawn Tennis De La Exposición de Lima (Perú). Els vuit equips es van dividir en dos grups de quatre equips. Els dos primers classificats de cada grup es van enfrontar en una eliminatòria creuada, on els dos guanyadors van ascendir al grup I del sector Amèrica, els dos pitjors classificats de cada grup es van enfrontar en una eliminatòria creuada per decidir els dos perdedors que van descendir al Grup III del sector Amèrica.
Grup A
|            | Costa Rica | Equador | Hondures | Perú | V − D | Partits | Pos. |
| Costa Rica |            | 0−3     | 2−1      | 0−3  | 1 − 2 | 2 − 7   | 3    |
| Equador    | 3−0        |         | 3−0      | 0−3  | 2 − 0 | 6 − 3   | 2    |
| Hondures   | 1−2        | 0−3     |          | 0−3  | 0 − 3 | 1 − 8   | 4    |
| Perú       | 3−0        | 3−0     | 3−0      |      | 3 − 0 | 9 − 0   | 1    |

Grup B
|                      | Barbados | Bolívia | República Dominicana | Puerto Rico | V − D | Partits | Pos. |
| Barbados             |          | 1−2     | 1−2                  | 2−1         | 1 − 2 | 4 − 5   | 3    |
| Bolívia              | 2−1      |         | 2−1                  | 2−1         | 3 − 0 | 6 − 3   | 1    |
| República Dominicana | 2−1      | 1−2     |                      | 0−3         | 1 − 2 | 3 − 6   | 4    |
| Puerto Rico          | 1−2      | 1−2     | 3−0                  |             | 1 − 2 | 5 − 4   | 2    |

Play-offs
| Ronda   | Equip A    | Resultat | Equip B              |
| ------- | ---------- | -------- | -------------------- |
| Ascens  | Perú       | 2 − 0    | Puerto Rico          |
| Ascens  | Equador    | 2 − 1    | Bolívia              |
| Descens | Costa Rica | 0 − 2    | República Dominicana |
| Descens | Hondures   | 2 − 1    | Barbados             |

## Sector Àsia/Oceania

### Grup I
Els partits del Grup I del sector asiàtico-oceànic es van disputar entre el 8 i el 12 d'abril de 2025 sobre pista dura en el MSLTA School of Tennis de Poona (Índia). Els sis equips es van encabir en un sol grup on els dos primers classificats van accedir al ply-off de la fase classificatòria i els dos darrers classificats van descendir al Grup II del sector Àsia/Oceania.
|               | Xina Taipei | Nova Zelanda | Hong Kong | Corea del Sud | Índia | Tailàndia | V − D | Partits | Pos. |
| Xina Taipei   |             | 1−2          | 1−2       | 0−3           | 1−2   | 1−2       | 0 − 5 | 4 − 11  | 6    |
| Nova Zelanda  | 2−1         |              | 1−2       | 2−1           | 2−1   | 2−1       | 4 − 1 | 9 − 6   | 1    |
| Hong Kong     | 2−1         | 2−1          |           | 0−3           | 1−2   | 0−3       | 2 − 3 | 5 − 10  | 5    |
| Corea del Sud | 3−0         | 1−2          | 3−0       |               | 1−2   | 1−2       | 2 − 3 | 9 − 6   | 4    |
| Índia         | 2−1         | 1−2          | 2−1       | 2−1           |       | 2−1       | 4 − 1 | 9 − 6   | 2    |
| Tailàndia     | 2−1         | 1−2          | 3−0       | 2−1           | 1−2   |           | 3 − 2 | 9 − 6   | 3    |

### Grup II
Els partits del Grup II del sector asiàtic-oceànic es van disputar entre el 16 i el 21 de juny de 2025 sobre pista dura en el National Tennis Center de Kuala Lumpur (Malàisia). Els deu països es van dividir en dos grups de cinc equips, on els dos primers classificats de cada grup es van enfrontar en una eliminatòria per decidir els dos equips que van ascendir al Grup I del sector asiàtic-oceànic, mentre que els dos pitjors de cada grup es van enfrontar en una eliminatòria per decidir els dos equips que van descendir al Grup III del sector.
Grup A
|                                | Illes Mariannes Septentrionals | Kirguizstan | Malàisia | Mongòlia | Singapur | V − D | Partits | Pos. |
| Illes Mariannes Septentrionals |                                | 0−3         | 0−3      | 0−3      | 0−3      | 0 − 4 | 0 − 12  | 5    |
| Kirguizstan                    | 3−0                            |             | 1−2      | 2−1      | 2−1      | 3 − 1 | 8 − 4   | 3    |
| Malàisia                       | 3−0                            | 2−1         |          | 0−3      | 3−0      | 3 − 1 | 8 − 4   | 2    |
| Mongòlia                       | 3−0                            | 1−2         | 3−0      |          | 3−0      | 3 − 1 | 10 − 2  | 1    |
| Singapur                       | 3−0                            | 1−2         | 0−3      | 0−3      |          | 1 − 3 | 4 − 7   | 4    |

Grup B
|                 | Filipines | Indonèsia | Iran | Pacific Oceania | Uzbekistan | V − D | Partits | Pos. |
| Filipines       |           | 0−3       | 3−0  | 2−1             | 2−1        | 3 − 1 | 7 − 5   | 2    |
| Indonèsia       | 3−0       |           | 2−1  | 2−1             | 2−1        | 4 − 0 | 9 − 3   | 1    |
| Iran            | 0−3       | 1−2       |      | 1−2             | 1−2        | 0 − 4 | 3 − 9   | 5    |
| Pacific Oceania | 1−2       | 1−2       | 2−1  |                 | 2−1        | 2 − 2 | 6 − 6   | 3    |
| Uzbekistan      | 1−2       | 1−2       | 2−1  | 1−2             |            | 1 − 3 | 5 − 7   | 4    |

Play-offs
| Ronda       | Equip A                        | Resultat | Equip B         |
| ----------- | ------------------------------ | -------- | --------------- |
| Ascens      | Mongòlia                       | 2 − 0    | Filipines       |
| Ascens      | Malàisia                       | 0 − 2    | Indonèsia       |
| Cinquè/Sisè | Kirguizstan                    | 2 − 1    | Pacific Oceania |
| Setè/Vuitè  | Singapur                       | 0 − 2    | Uzbekistan      |
| Descens     | Illes Mariannes Septentrionals | 0 − 2    | Iran            |

### Grup III
Els partits del Grup III del sector asiàtico-oceànic es van disputar entre el 17 i el 21 de juny de 2025 sobre terra batuda en el Sri Lanka Tennis Association de Colombo (Sri Lanka). Els set equips es van dividir en dos grups de tres i quatre equips, on els primers classificats de cada grup es van enfrontar en una eliminatòria per decidir els dos països que van ascendir al Grup II del sector.

#### Zona A
Grup A
|              | Pakistan | Tadjikistan | Turkmenistan | V − D | Partits | Pos. |
| Pakistan     |          | 2−1         | 1−2          | 1 − 1 | 3 − 3   | 2    |
| Tadjikistan  | 1−2      |             | 0−3          | 0 − 2 | 1 − 5   | 3    |
| Turkmenistan | 2−1      | 3−0         |              | 2 − 0 | 5 − 1   | 1    |

Grup B
|           | Myanmar | Nepal | Qatar | Sri Lanka | V − D | Partits | Pos. |
| Myanmar   |         | 1−2   | 3−0   | 2−1       | 2 − 1 | 6 − 3   | 2    |
| Nepal     | 2−1     |       | 3−0   | 0−3       | 2 − 1 | 5 − 4   | 3    |
| Qatar     | 0−3     | 0−3   |       | 0−3       | 0 − 3 | 0 − 9   | 4    |
| Sri Lanka | 1−2     | 3−0   | 3−0   |           | 2 − 1 | 7 − 2   | 1    |

Play-offs
| Ronda        | Equip A      | Resultat | Equip B   |
| ------------ | ------------ | -------- | --------- |
| Ascens       | Turkmenistan | 0 − 2    | Sri Lanka |
| Tercer/Quart | Pakistan     | 0 − 2    | Myanmar   |
| Cinquè/Sisè  | Tadjikistan  | 1 − 2    | Nepal     |
| Setè         |              |          | Qatar     |

## Resum
| Grup         | Grup      | Països                                                                      |
| ------------ | --------- | --------------------------------------------------------------------------- |
| Grup Mundial | Campió    |                                                                             |
| Grup Mundial | Finalista |                                                                             |
| Grup Mundial | Descens   |                                                                             |
| Grup I       | Ascens    |                                                                             |
| Grup I       | Descens   | Àustria, Grècia, Guatemala, Hong Kong, Paraguai, Xina Taipei                |
| Grup II      | Ascens    | Equador, Geòrgia, Indonèsia, Mongòlia, Noruega, Perú                        |
| Grup II      | Descens   | Barbados, Costa Rica, Estònia, Illes Mariannes Septentrionals, Iran, Kosovo |
| Grup III     | Ascens    | Finlàndia, Sri Lanka                                                        |
| Grup III     | Descens   |                                                                             |
| Grup IV      | Ascens    | Camerun                                                                     |